# صفراء (حسيني)
صفراء (بالفارسية: صفرا) هي منطقة سكنية تقع في إيران في قسم حسيني الريفي. يقدر عدد سكانها بـ 138 نسمة .